# Которск
Ко́торск — деревня в Плюсском районе Псковской области. Входит в сельское поселение Плюсская волость.

## География
Деревня расположена на берегу реки Городонька, в 8 км (по дорогам) к востоку от районного центра — посёлка Плюсса.

## Население
| 2001 | 2002 | 2010 |
| ---- | ---- | ---- |
| 54   | ↘41  | ↘33  |

Численность населения деревни составляла 54 жителя по оценке на конец 2000 года

### Известные жители
- Лагунов, Николай Михайлович (1905—1978) — начальник Управления НКГБ по Ленинградской области, полковник государственной безопасности (1943).

## История
История Которска берёт начало в IX — X веках. До того времени здесь была развита культуры длинных курганов, о чём свидетельствуют многочисленные курганы и курганные группы в её окрестностях. Деревня была центром Которского погоста Новгородской земли. В XII веке центр Которского погоста был перенесён с левого на противоположный (современный) берег реки Городонька. Которяне упоминаются в берестяной грамоте № 640. Первое письменное упоминание Которского погоста и его округи, в писцовой книге, относится к 1498 — 1499 годам, где в селе упоминается церковь во имя святого Николая Чудотворца. В XVI веке рядом с ней была построена другая деревянная церковь Покрова. В 1581 году войска польского короля Стефана Батория, при осаде Пскова полностью сожгли Которской погост, после чего городок превратился с тех пор в небольшую деревню Которск, существующую и сегодня.